# Dąbrówka (Koniecpol)
Dąbrówka – zniesiona część miasta Koniecpola. Położona była w jego zachodniej części, w rejonie ulicy o nazwie Dąbrówka.
Nazwę zniesiono 1 stycznia 2025.